# Boisemont (Eure)
Boisemont foi uma antiga comuna francesa na região administrativa da Normandia, no departamento de Eure. Estendia-se por uma área de 13,21 km². Em 2010 a comuna tinha 1 741 habitantes (densidade: 131,8 hab./km²).
Em 1 de janeiro de 2019, passou a formar parte da nova comuna de Frenelles-en-Vexin.